# Mairieux
Mairieux település Franciaországban, Nord megyében. Lakosainak száma 698 fő (2022. január 1.). Mairieux Maubeuge, Bersillies, Bettignies, Élesmes és Gognies-Chaussée községekkel határos.

## Népesség
A település népességének változása:
| Lakosok száma | 777  | 742  | 755  | 735  | 722  | 711  | 700  | 699  | 698  |
|               | 2013 | 2015 | 2016 | 2017 | 2018 | 2019 | 2020 | 2021 | 2022 |